# Иртышский (Тюменская область)
Иртышский — упразднённый рабочий посёлок входивший в состав городского округа город Тобольск Тюменской области России. В 2004 году включен в состав города Тобольск и исключен из учётных данных.

## География
Располагался на правом берегу Иртыша, у Тобольского речного порта.

## История
По всей видимости возник как посёлок работников Тобольского речпорта. В 1979 году посёлок Иртышский отнесен к категории рабочих посёлков и передан в подчинение Тобольского горсоветаВедомости Верховного Совета Союза Советских Социалистических Республик Том 43. www.google.ru. Дата обращения: 22 октября 2024..

## Население
| 1989 | 2002  |
| ---- | ----- |
| 4628 | ↘4462 |